# سهم الماء معيني الأوراق
سهمية معينية الأوراق (الاسم العلمي:Sagittaria rhombifolia) هي نوع من النباتات تتبع جنس السهمية من الفصيلة المزمارية.